# Жовта квітка для мосьє Бурійона
«Жовта квітка для мосьє Бурійона» — українсько-французький короткометражний фільм режисерки Лариси Артюгіної спродюсований французькою асоціацією Cine Fac [Архівовано 12 січня 2016 у Wayback Machine.] та українською організацією Wiz-Art. Прем'єра фільму відбулася в Кишиневі 25 травня 2012 року у рамках Фестивалю «Тандем» (Кишинів, Молдова) [Архівовано 24 лютого 2016 у Wayback Machine.].

## Інформація

### Синопсис
Французький письменник-антиглобаліст прибуває до Києва на презентацію своєї книжки. В аеропорту «Бориспіль» на нього чекає несподіванка. Замість молодої та симпатичної перекладачки письменника зустрічає її батько — міліціонер з не надто витонченими манерами. Відсутність спільної мови спричиняє комічні ситуації та конфлікти між чоловіками. Втім, несподівано вони знаходять спільну тему.

### Інформація
Проект фільму було обрано переможцем[недоступне посилання з липня 2019] Українського конкурсу сценаріїв короткометражних фільмів[недоступне посилання з липня 2019] за участю компетентного журі у складі Любомира Госейко [Архівовано 3 серпня 2016 у Wayback Machine.], Ігора Мінаєва та продюсерів проекту.
Фільм створений у співпраці України та Франції та був відзначений за найкращий сценарій українського короткометражного кінофестивалями Nouveaux Cinémas (Париж) [Архівовано 13 січня 2016 у Wayback Machine.] та  Wiz-Art (Львів), організованих в рамках програми співробітництва культурних менеджерів Tandem. [Архівовано 18 вересня 2016 у Wayback Machine.]
Французький інститут в Україні підтримав виробництво фільму, що є достойним прикладом успішної франко-української співпраці.

### Знімальна команда
- Режисер — Лариса Артюгіна
- Сценарист — Андрій Зланіч
- Оператор — Фіона Брайон
- Монтаж — Валентин Вернигор
- Продюсери — Валентина Залевська, Марія Бараз
- Музика — Messer Chups
- Анімація — Селія Рів'єр

### Актори
- Марк-Антуан Фредерік — Жан Бурійон
- Володимир Ямненко — Гаврилович
- Христина Данилова — Катя
- Олег Примогенов — міліціонер
- Руслан Батицький — юнак читач
- Дар'я Дрюченко — дівчина читач

### Фестивалі та покази
Фільм також був показаний у Нью-Йорку, США в Кіноклубі Колумбійського університету у рамках проекту «Нові фільми, нові імена України», у Варшаві у рамках проекту Міжнародного форуму незалежних художніх фільмів ім. Яна Махульського та інших локаціях мистецько-культурного спрямування.
- 2012 Short Film Corner Каннського МКФ.
- 2012 Одеський міжнародний кінофестиваль 2012 ; Українська національна конкурсна програма.[недоступне посилання з липня 2019]
- 2012 42 Київський МКФ «Молодість (кінофестиваль)», Національний конкурс[недоступне посилання з липня 2019]
- 2012 Міжнародний фестиваль короткометражних фільмів Wiz-Art
- 2013 Kinofest NYC 2013
- 2013 Tirana International Film Festival
- 2013 Leiden International short Film Experience[недоступне посилання з липня 2019]
- 2013 KIN InternationalFilm Festival [Архівовано 27 березня 2016 у Wayback Machine.]
- 2013 International Short Film Festival at Tirgu-Mures [Архівовано 14 травня 2016 у Wayback Machine.]
- 2013 Festival International du Film — Nancy-Lorraine
- 2013 Nouveaux Cinema, Paris [Архівовано 10 березня 2016 у Wayback Machine.]
- 2015 Short Waves Festival in East Something Programme[недоступне посилання з липня 2019]